# Laurin & Klement RK
Laurin & Klement RK (původně RAF 18/50 HP) byl automobil vyráběný firmou Reichenberger Automobil-Fabrik (RAF) od roku 1911 do roku 1913 a od roku 1913 do roku 1916 firmou Laurin & Klement, se kterou se automobilka RAF v roce 1912 spojila.

## Popis vozu
Vůz měl vpředu uložený řadový čtyřválec se šoupátkovým rozvodem Khight. Kapalinou chlazený motor měl zdvihový objem 4712 cm³, výkon 37 kW (50 koní), vrtání 100 mm a zdvih 150 mm. Lamelová spojka přenášela jeho točivý moment na čtyřrychlostní převodovku se čtvrtým stupněm v přímém záběru. Vůz byl odpružený podélnými půleliptickými pery, měl řízení se šroubem a maticí, dvě nožní brzdy na převody (jednu před převodovkou, druhou za převodovkou) a ruční čelisťovou brzdu na zadní kola.
Obě nápravy byly tuhé, měly listová pera a rozchod 1400 mm. Rozvor byl 3400 mm. Vůz byl osazen pneumatikami o rozměrech 895x135 a celková hmotnost činila 1400 kg (původní RAF 18/50 HP měl hmotnost 1300 kg). Motor se zdvihovým objemem 4712 cm³ s výkonem 25,7 kW/35 k pocházel z prvního "šoupátkového" vozu RAF-Knight 30/35 HP. Vůz Laurin & Klement RK mohl jet maximálně 90 km/h.
Celkem se vyrobilo 116 kusů, z toho 31 v RAF a 85 v Laurin & Klement. Byly dodávány v provedení sportovní faeton, sanitka a dodávkový vůz. Do jednoho z těchto vyrobených vozů z roku 1913 byl v roce 1921 vsazen nový závodní motor, vyrobený pouze ve dvou exemplářích. Po výměně motoru byl vůz vybaven pouze zadními brzdami.

## Sportovní úspěchy

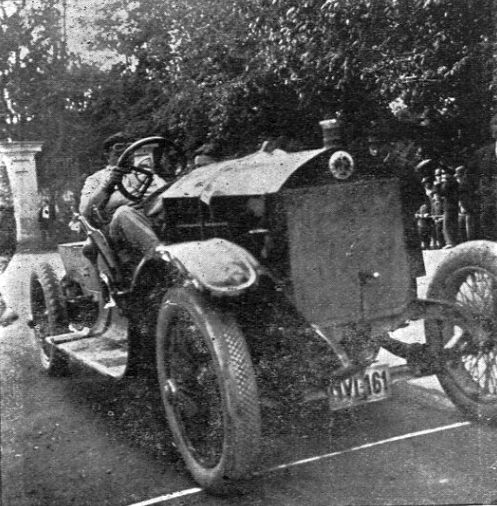
František Svoboda, Laurin & Klement RK/M, Ecce Homo 1922

Tento vůz si v Mladé Boleslavi zakoupil v roce 1913 slavný automobilový závodník Alexander "Saša" Kolowrat. Alexander Kolowrat se s vozem nejen úspěšně zúčastnil Alpské jízdy v letech 1913 a 1914, ale používal jej i pro osobní přepravu. Během první světové války dal vůz do armádních služeb a v roce 1916 už měl najeto úžasných 70 000 km bez větší poruchy.
Na jaře 1921 v něm Kolowrat nechal vyměnit původní motor se šoupátkovým rozvodem systému Knight za závodní motor typu M. Ten sice pocházel z typu Laurin & Klement M, ale továrna jej překonstruovala na rozvod OHV a ponechala zdvihový objem 4712 cm³. Výkon motoru vzrostl ze sériových 37 kW/50 k téměř o polovinu na 55 kW/75 k. Po této úpravě dosahoval vůz rychlosti až 125 km/h. Vůz zaujal třeba také zdvojeným magnetoelektrickým zapalováním. Takto upravený vůz označený jako Laurin & Klement RK/M, o který však Kolowrat ztratil zájem, si v mladoboleslavské továrně zakoupil pražský majitel autogaráží a autodrožkářské společnosti František Svoboda.
V letech 1921-24 s ním úspěšně startoval na většině z tehdy nepříliš početných domácích automobilových závodech a soutěžích. V srpnu 1921 to bylo na 2. ročníku Mezinárodních automobilových závodů lázeňských míst na trati Karlovy Vary - Mariánské Lázně - Falknov (Sokolov) a zpět do Karlových Varů s délkou trasy 108,5 km. V kategorii 3-5 l dojel na 3. místě, celkově obsadil 4. místo v čase 1:37:54,9 h a získal cenu Moravsko-slezského automobilového klubu ). Na prvním ročníku pětietapové Mezinárodní soutěže spolehlivosti Československem vzdal a nebyl klasifikován pro přijetí cizí pomoci ve IV. etapě.
Sezónu 1922 zahájil Svoboda účastí na závodu Zbraslav-Jíloviště, kde v cestovních automobilech do objemu válců 5,3 l obsadil 3. místo za kopřivnickými Honsem a Müttermülerem na vozech typu U (Tatra 10) a v klasifikaci cestovních automobilů dle výkonnosti obsadil celkově 8. místo. Na II. ročníku Mezinárodní soutěži spolehlivosti Československem (26. června - 2. července) za překročení předepsaného času při zkoušce rychlosti u Hradce Králové, přestože dosáhl rychlosti 88 km/h, dostal 5 trestných bodů a celkově obsadil 12. místo. Za svůj výkon Svoboda (st. č. 34) obdržel Cenu Egerländer Automobil klubu z Chebu.
Na III. ročníku závodů lázeňských míst (23. července 1922) zvítězil v celkovém pořadí a průměrnou rychlostí 84 km/h překonal rekord Otto Salzera z roku 1921. Sezonu 1922 ukončil dvěma závody 24. září a 1. října. V prvém případě to bylo vítězstvím v kategorii cestovních automobilů do 5,0 l na závodě do vrchu Ecce Homo. V celkovém pořadí automobilů skončil na 5. místě. A 1. října to bylo na II. ročníku závodu do vrchu Schöber u Rumburku, kde vyhrál kategorii cestovních automobilů do 5 l objemu válců, v cestovních vozech obsadil 2. místo a v celkovém pořadí automobilů byl na 3. místě za celkovým vítězem V. Breyerem (cestovní Laurin & Klement do 2,8 l) a E. Mahlerem na závodním Mercedesu.
V roce 1924 František Svoboda svoji krátkou soutěžní a závodní kariéru (a i tohoto vozu) ukončil důstojnou účastí v dubnu na VIII. ročníku mezinárodního závodu do vrchu Zbraslav–Jíloviště. Ten se konal při příležitosti XVI. mezinárodního autosalónu v Praze 20. dubna. F. Svoboda zde vyhrál kategorii cestovních automobilů se zdvihovým objemem do 5,3 l. Dosáhl času 4:16,4 min. V klasifikaci cestovních automobilů dle formule výkonnosti (bez rozdílu zdvihového objemu) obsadil Svoboda 14. místo. V této klasifikaci zvítězil Caracciola před Junkem.
V roce 1952 darovala p. Josefa Svobodová tento automobil do sbírek Národního technického muzea v Praze, kde je vystaven v hlavní, dopravní hale NTM. Jeho impozantní rozměry spolu s atraktivním designem, vzrušující patinou a zajímavou historií mu 6.-7. června 2015 vynesly zasloužené vítězství v jedné z hlavních kategorií soutěže elegance historických vozidel na zámku Loučeň (Concours d´Elegance), kterou uspořádala společnost Veteránská krása a sdružení Chateau Loučeň. Vůz byl vystaven i na speciální výstavě NTM Vavříny s vůní benzínu - Meziválečný československý automobilový sport, která se konala od 13.10.2021 do 1.5.2022. Automobil bývá zapůjčen z NTM společnosti Škoda Auto, která jej s hrdostí vystavuje, jako např. Srazu značky Laurin & Klement při konání motoristické akce Sosnová Classic v květnu 2023.

## Zajímavost
Původní velký chladičový znak L & K byl v 60. letech z vozu vystaveném v dopravní hale NTM ukraden. Byl provizorně nahrazen malým znakem, neoriginální velikosti (viz první 3 fotografie v galerii). V roce 2023, po 60 letech, byl vyroben smaltovaný znak velikosti o průměru 114 mm a takto se na vůz vrátil znak správné velikosti. Výrobu zajistila brněnská společnost Pravý smalt. Na e-shopu této společnosti je tento znak z tombaku a šperkařského smaltu nabízen od ledna 2023 za 7500 Kč/ks.

## Galerie

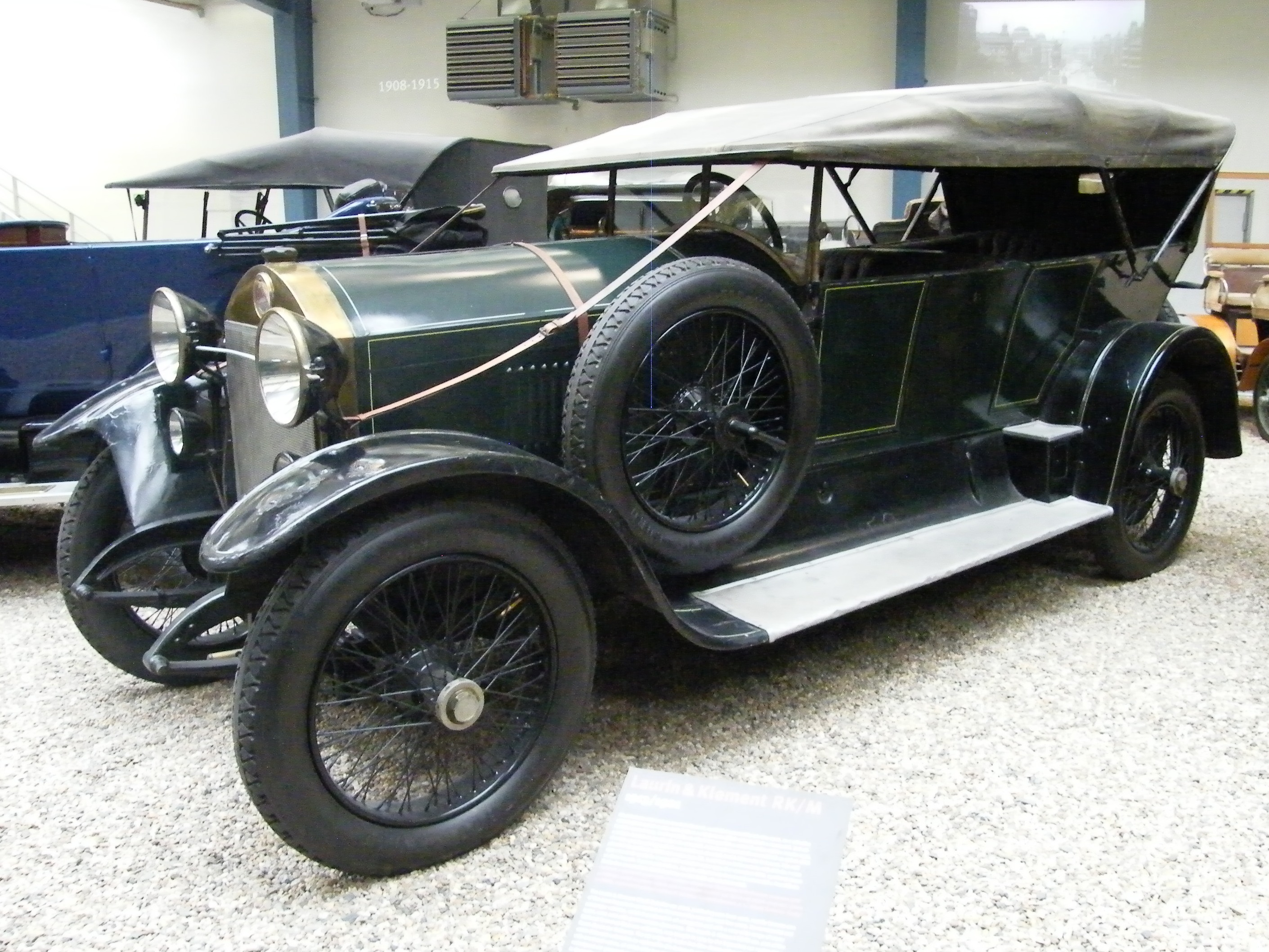
Laurin & Klement RK/M (1921) v NTM
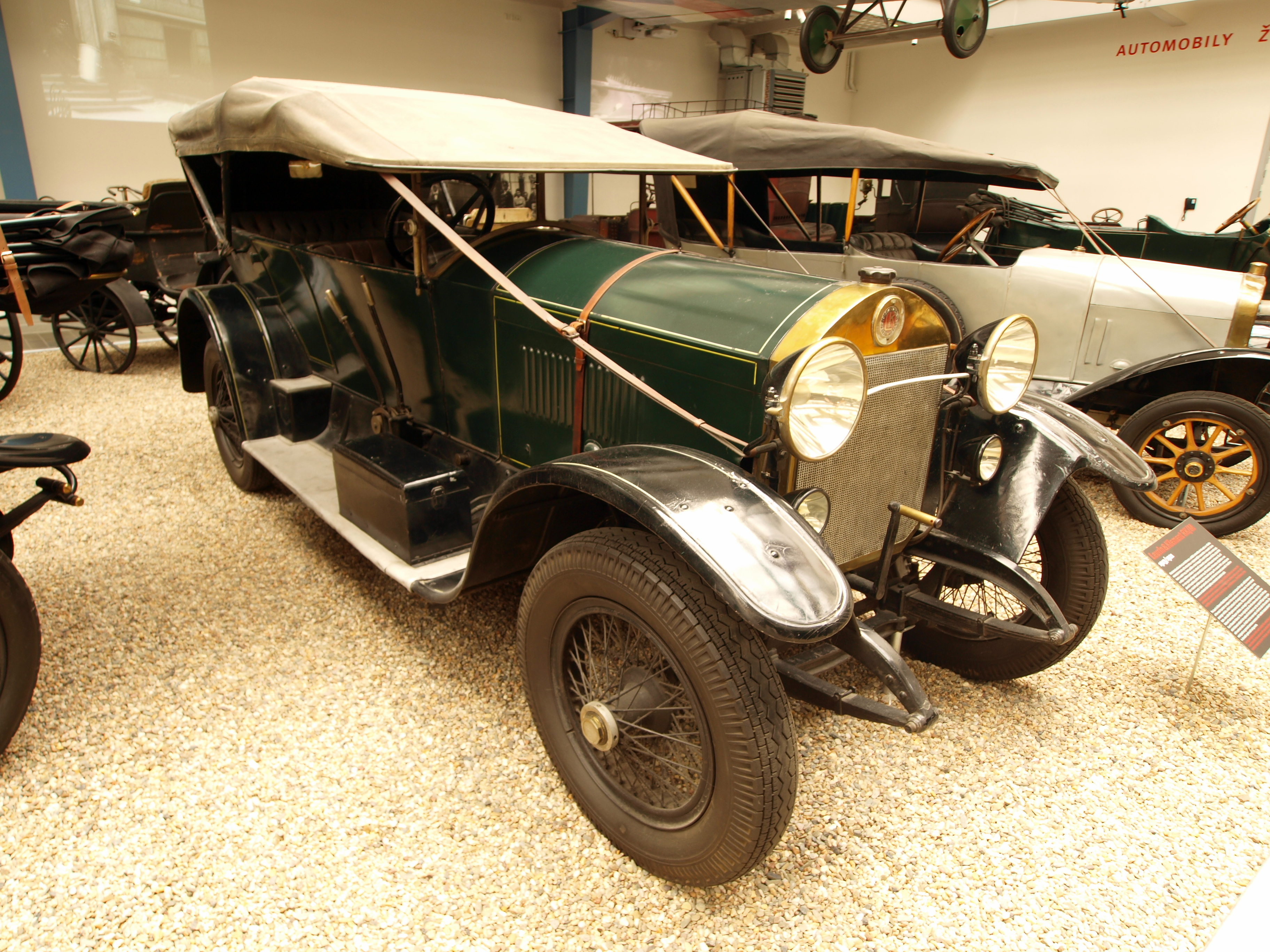
Laurin & Klement RK/M
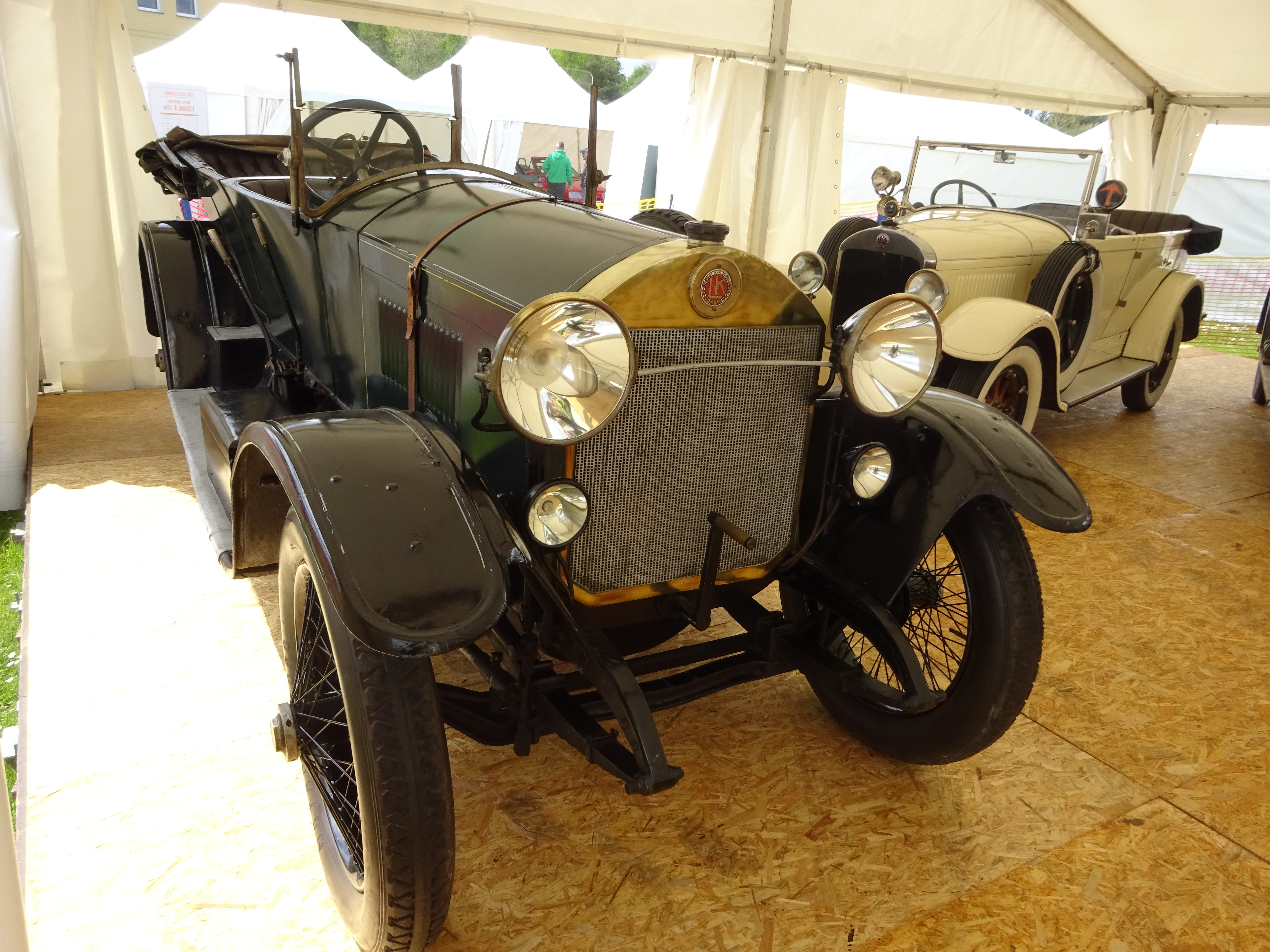
Laurin & Klement RK/M na Sosnová Classic 2023
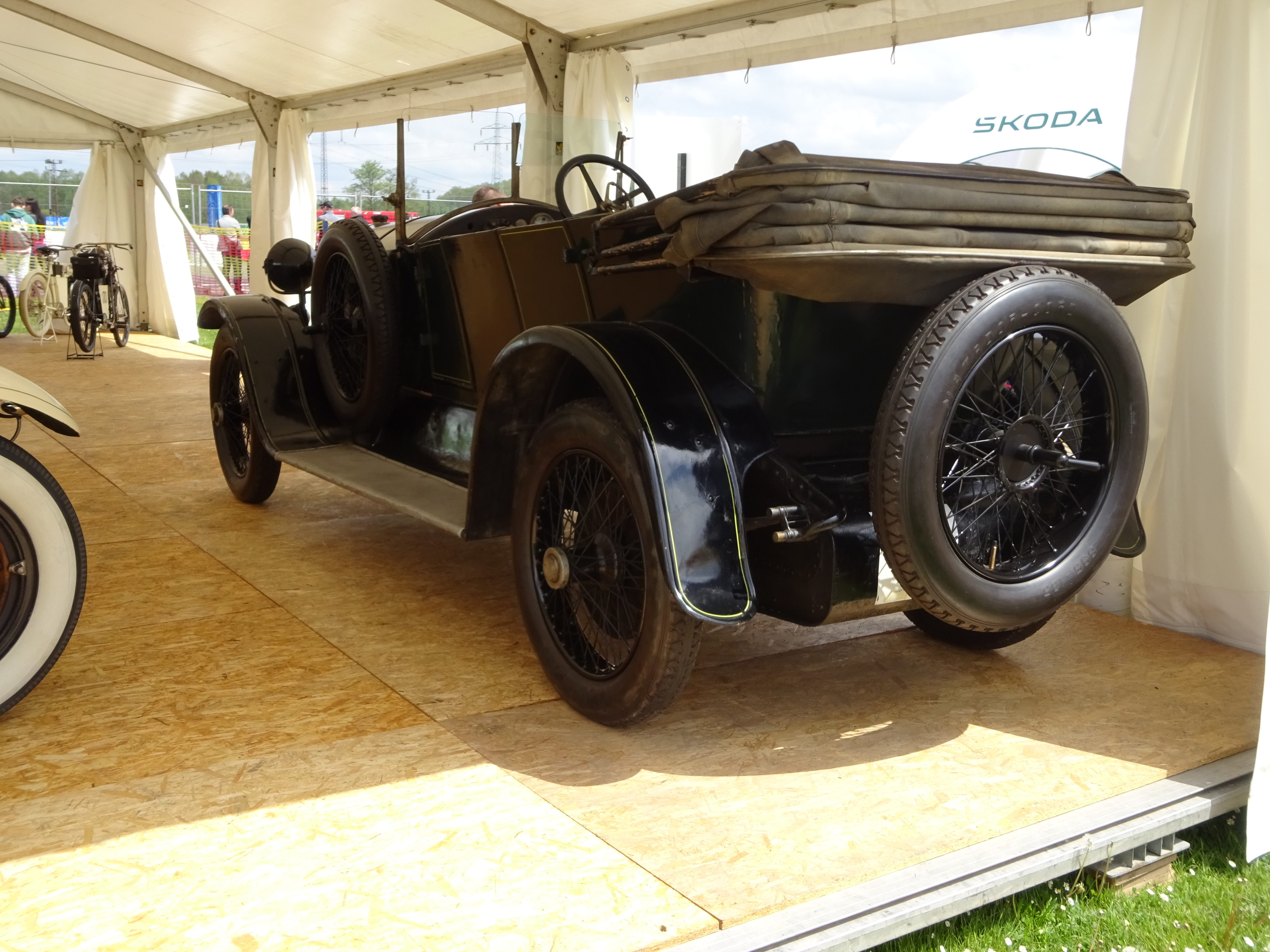
Laurin & Klement RK/M (1913-1921), Autodrom Sosnová 2023
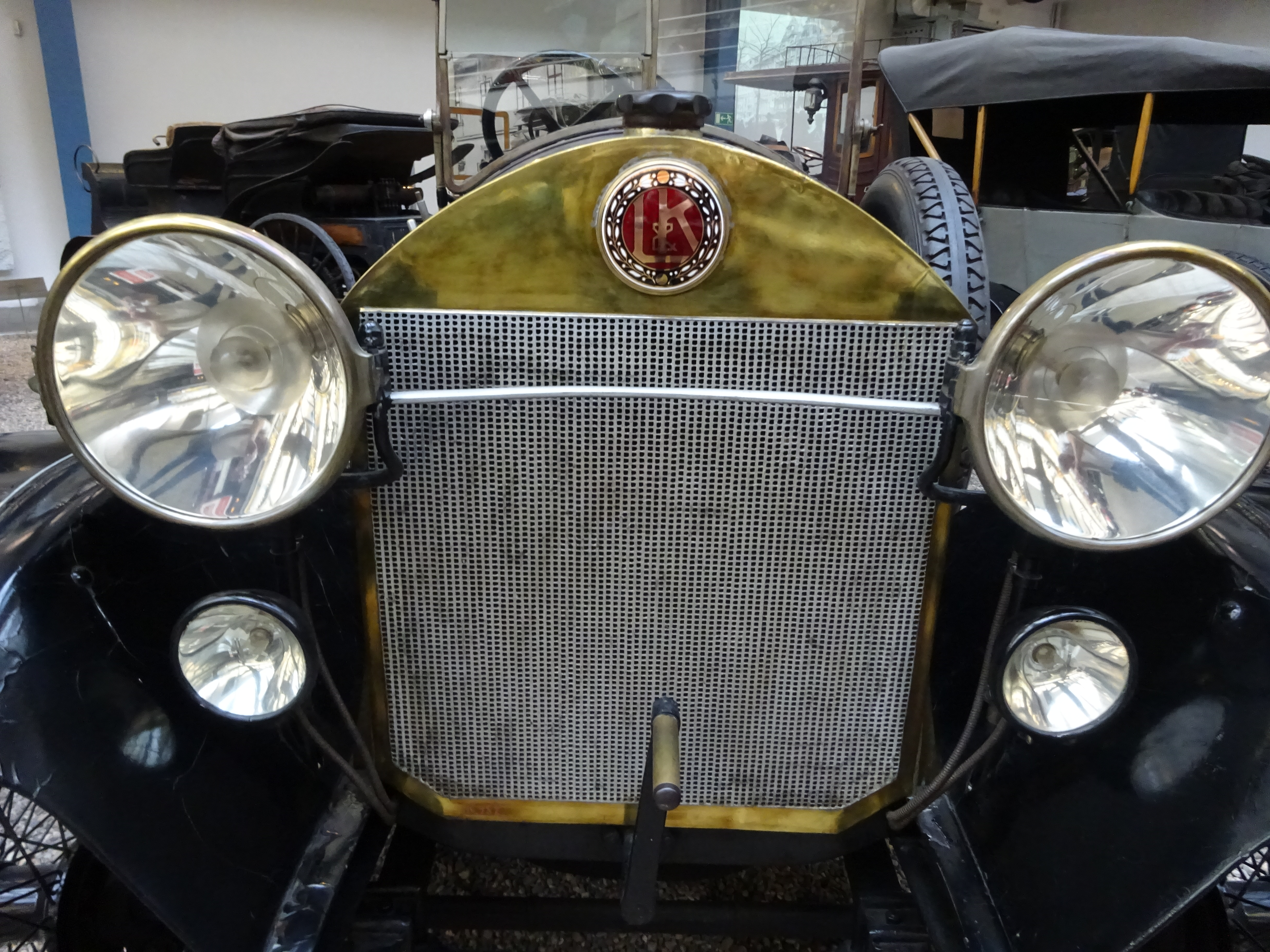
Laurin & Klement RK/M, originální velikost znaku L & K na chladiči (2023)